# Come Back Home (서태지와 아이들의 노래)
"Come Back Home" (또는 컴백홈)은 서태지와 아이들의 네 번째 정규 앨범의 타이틀 곡으로서 갱스터 랩 장르의 노래이다. 1995년 10월 15일 뮤직 비디오가 제작되었다. 1995년 큰 인기를 끈 것은 물론, 이 노래를 듣고 가출 청소년들이 집으로 돌아왔다고 하며 공중파 TV 뉴스에서 화제가 되었다. 그 인기에 힘입어 《가요톱텐》 골든컵과 1995년 MBC 가요대제전 대상을 수상했다.

## 표절 의혹
1년 전 미국의 힙합 그룹 사이프레스 힐 (Cypress Hill)이 발표한 노래 "Insane in the Brain"을 표절했다는 논란이 일기도 했다. 이에 대해 서태지측은 사이프러스 힐에게 직접 표절이 아님을 확인해오기도 했으며 사이프러스 힐은 이를 인정했다.